# Неверовский (посёлок)
Неверовский — посёлок в Гусь-Хрустальном районе Владимирской области России, входит в состав Купреевского сельского поселения.

## География
Посёлок расположен на правом берегу реки Колпь в 5 км на юг от центра поселения Купреево, в 57 км на юго-восток от райцентра Гусь-Хрустального.

## История
Посёлок основан после Великой Отечественной войны в составе Колпского сельсовета, с 2005 году — в составе Купреевского сельского поселения.

## Население
| 2002 | 2010 | 2021 |
| ---- | ---- | ---- |
| 35   | →35  | ↘18  |